# Crystal Enterprise
Crystal Enterprise — серверная платформа, созданная компанией Business Objects, для осуществления доставки Crystal Reports и Crystal Analysis, первоначально разработанных компанией Crystal Decisions.
Crystal Enterprise — это то, что называется платформой доставки, используя термины бизнес-аналитики (Business Intelligence). Она предоставляет инфраструктуру для доступа к данным, которая хранит шаблоны отчётов. Crystal Enterprise позволяет разработчикам отчётов хранить объекты отчётов, экземпляры отчётов, планировать отчёты и запрашивать отчёты по требованию клиентов, например веб-браузеров.
Например, администратор может сохранить отчёт о продажах в Crystal Enterprise и запланировать его выполнение в начале каждого месяца. При запуске отчёта Crystal Enterprise получает доступ к источникам данных, указанным в отчёте, и сохраняет экземпляр этого отчёта, который может быть предоставлен или автоматически распространён среди соответствующих сторон.

## Поддерживаемые платформы
В связи со сложностью Crystal Enterprise необходимо учитывать множество факторов совместимости платформ, таких как операционная система, веб-сервер, сервер приложений, базы данных и сочетание этих факторов. На установочном компакт-диске Crystal Enterprise имеется текстовый файл platforms.txt, который охватывает все платформы, поддерживаемые Crystal Enterprise.
Сrystal Enterprise совместима со многими операционными системами, такими как Windows 2000 Server, Windows Server 2003, Solaris, Linux, AIX и HP-UX.
Более новые версии Crystal Enterprise предоставляют несколько надстроек, таких как интеграция с приложениями Microsoft Office (например, Microsoft Excel) и SharePoint Portal Integration kit.

## Издания
Crystal Enterprise 11 стала последней версией, которая была выпущена после приобретения Crystal Decisions компанией Business Objects. Впоследствии эта версия была переименована в Business Objects XI после добавления поддержки Web Intelligence и Desktop Intelligence.
Crystal Enterprise 10 имел следующие издания:
- Crystal Enterprise Express
- Crystal Enterprise Embedded Edition
- Сrystal Enterprise Professional
- Crystal Enterprise Premium